# Humanitair expressionisme
Humanitair expressionisme is een kunststroming uit het begin van de 20e eeuw en was vooral in Vlaanderen en Duitsland populair.
Het humanitair expressionisme is een kunstvorm waarin de mens centraal staat, een uitdrukking van gevoelens en emoties met felle kleuren. Deze kunststroming komt zowel voor in de schilderkunst als in de literatuur, bijvoorbeeld bij Paul van Ostaijen en Marnix Gijsen in het Vlaamse literaire tijdschrift Ruimte. De kunstenaars ervaren de werkelijkheid met al haar miserie als aanzet om gevoelens van vrede en universele broederschap te uiten.
Hoofdzakelijk ontstaan als reactie op gruwelen van de Eerste Wereldoorlog voerde de beweging een verbeten strijd voor de redding der mensheid, tegen het kapitalisme, dat ze verantwoordelijk achtte voor de oorlog, en tegen het romantisch individualisme. De humanitair expressionisten verwierpen de afzijdigheid van de kunstenaar in een elitair individualisme en zagen het individu opgenomen in een kosmische, religieuze verbondenheid met die gemeenschap. Het humanitair expressionisme is dan ook internationaal gericht (‘volkerengemeenschap’) en pacifistisch. Dit sociaal en moreel engagement kreeg vooral in Duitsland concrete gestalte en daar met name in tijdschriften als Der Sturm (1910-1932, geredigeerd door Herwarth Walden) en Die Aktion (1911-1932) van Franz Pfemfert. Belangrijke vertegenwoordigers waren Kurt Hiller, August Stramm, Franz Werfel en Georg Trakl.